# Perrine Laffont
Perrine Laffont (n. 28 octombrie 1998, Lavelanet, Midi-Pyrénées, Franța) este o sportivă ce a reprezentat Franța, medaliată olimpică. A participat la 3 ediții ale Jocurilor Olimpice (2014, 2018, 2022) în care a câștigat o medalie de aur.